# 多棘半鈎鯰
多棘半鈎鯰，為輻鰭魚綱鯰形目甲鯰科的其中一種，為熱帶淡水魚，分布於南美洲巴西托坎廷斯河中上游及其支流流域，體長可達12.7公分，棲息在底層水域，生活習性不明。

## 扩展阅读
維基物種上的相關：多棘半鈎鯰